# Eltviller Tuff
Der Eltviller Tuff ist eine vulkanische Aschenlage, die während des Letzteiszeitlichen Maximums in Mitteleuropa abgelagert wurde. Der Eruptionszeitpunkt wird auf rund 18.000 bis 19.000 Jahre v. Chr. eingeschätzt.

## Namensgebung und Typlokalität
Der Eltviller Tuff, auch als Eltville Tephra bekannt, wurde 1967 von Arno Semmel nach seiner eponymen Typlokalität Eltville am Rhein benannt.

## Geographische Verbreitung
Das Verbreitungsgebiet des Eltviller Tuffs erstreckt sich von Limburg in den Niederlanden und dem östlichen Belgien um Lüttich über die Eifel, das nordöstliche Luxemburg, nach Karlsruhe und weiter ostwärts bis nahe Nürnberg. Die Nordgrenze passiert rund 50 Kilometer nördlich von Köln und erreicht bei Göttingen ihren nordöstlichsten Punkt. Eine mögliche Ostausdehnung des Verbreitungsgebietes des Eltviller Tuffs bis in den Raum Meißen (Profil Zehren) vermutet Meszner (2008).

## Datierung
Die Lumineszenzalter für den Eltviller Tuff schwanken zwischen 17.200 und 18.600 Jahren v. Chr. Für die Lösslage unmittelbar oberhalb des Tuffhorizonts geben Zöller und Semmel (2001) mittels Thermolumineszenzdatierung 19.000 Jahre v. Chr. an, den unterlagernden Löss datieren sie mit 23.000 Jahren v. Chr. Lang u. a. (2003) fanden OSL-Alter von 17.500 bis 17.000 Jahre v. Chr. für den Eltviller Tuff, Frechen und Preusser konnten ihn 1996 mit 17.800 ± 700 v. Chr. eingrenzen (ebenfalls OSL). Etwas höhere Thermoluminiszenzalter lieferten Ludwig Zöller (1989) mit 18.600 Jahren v. Chr. sowie Zöller u. a. (1988) mit 19.100 v. Chr.

## Beschreibung und chemische Zusammensetzung
Die dunkel- bis schwarzgraue, nur mehrere Millimeter bis Zentimeter mächtige Eltviller Tufflage besteht aus Pyroklastika und Mineralbruchstücken. Durch Frostbodeneinwirkung tritt sie oft wellig bzw. verfältelt auf und kann sich örtlich in zwei bis mehrere (bis zu maximal 6 im Profil Bockeroth II) Einzellagen aufspalten. Unter den schwach sortierten Pyroklastika finden sich Bruchstücke mit blasigen Trennwänden sowie leicht gerundete Bimsfragmente im Mikrobereich. Die Korngrößen der teils stark zerbrochenen Gesteinsfragmente bewegen sich mit 0,3 bis 0,5 Millimeter im mittleren bis groben Aschenbereich. Die Mikrobimse zeigen einen Blasengehalt bis zu 70 %, wobei die winzigen Bläschen (<0,001 Millimeter) sich in einer unregelmäßigen und teils offenen Strukturierung angeordnet haben. Sie entstammen einer hochtemperierten Lava mit niedriger Viskosität. All diese Merkmale deuten als Ursprungs des Eltviller Tuffs auf den Aschenauswurf einer starken Strombolianischen Eruption.
Aufgrund der feldspatreichen Zusammensetzung des umgebenden Lösses konnten nur mafische Mineralfragmente sicher dem Eltviller Tuff zugeordnet werden. Sie haben die folgende Zusammensetzung:
- Klinopyroxene (40–60 %)
- Olivine (22–45 %)
- Braune Hornblenden (3–12 %).

Die Klinopyroxen-Phänokristalle sind sehr reich an Kalzium und Magnesium und zeigen einen diopsidischen bis  fassaitischen Charakter. Sie lassen sich in zwei Gruppen mit unterschiedlicher Kristallisationstiefe unterteilen. Eine tiefsitzende Gruppe kristallisierte bereits bei einem Druck von 6 Kilobar, die flachsitzende Gruppe hingegen erst in der Nähe der Oberfläche bei Drücken von 2 bis 0 Kilobar. Mitgelieferte Xenokristalle dürften selten sein. Insgesamt deutet die Zusammensetzung der Klinopyroxene auf das mehrphasige Kristallisieren aus einem Alkalibasaltmagma.
Die Olivine zeigen einen Forsteritgehalt von Fo86 bis Fo91 und sind somit kompatibel mit einem basaltischen Magma.
Bei den braunen Hornblenden handelt es sich um Titanium-reiche Pargasite und Kaersutite. Auch sie sind typisch für alkalibasaltische Magmen. Einige unter ihnen entstammen möglicherweise Kumulaten und aderartigen Anreicherungen an der Erdkruste/Erdmantelgrenze.
Da das in den Bimsen enthaltene vulkanische Glas sich mittlerweile vollständig in Tonminerale (Illite) umgewandelt hat, ist eine weiterführende Gesteinsanalyse jetzt leider nicht mehr möglich. Die Signatur der vorgefundenen Mineralfragmente deutet jedoch eindeutig auf ein alkalibasaltisches Magma.

## Stratigraphie
Der Eltviller Tuff wurde während des Lascaux-Interstadials in die Abfolge des Oberwürmlösses eingebettet. Er wird generell im Liegenden vom Erbenheimer Naßbodenhorizont E3 unter- und im Hangenden vom E4 überlagert. Noch tiefer im Liegenden finden sich der Rambacher Tuff (26.000 v. Chr.) sowie der Lohner Boden (28.000 bis 32.000 v. Chr.).

## Emissionszentrum
Das Emissionszentrum des Eltviller Tuffes ist nach wie vor noch nicht eindeutig identifiziert worden. Die Gesamtmächtigkeit der Tufflage erreicht jedoch südlich von Bonn (bei Ringen) mit 2 Zentimeter ein Maximum, so dass der Eruptionsherd in der Osteifel zu suchen ist.